# 大蛤蜊
大蛤蜊为蛤蜊科蛤蜊属的动物。分布于東非印度洋的桑给巴尔、马斯克林群岛及南中國海的菲律宾、印度尼西亚以及中国大陆的广东、海南等地，生活环境为海水，一般生活于潮间带及浅海的泥沙滩表面。该物种的模式产地在马尼拉湾。